# Cicones
Dans la mythologie grecque, les Cicones (en grec ancien Κίκονες, Kíkones) sont une tribu mythique dont la ville principale est Ismara, sur la côte sud de la Thrace.

## Les Cicones chez Homère
Ils sont mentionnés à deux reprises par Homère. Dans le Catalogue des Troyens, ils participent à la guerre de Troie aux côtés des Troyens et sont menés par Euphémos. On apprend au chant XVII de l’Iliade que l'un de leurs chefs à Troie se nomme Mentès, lorsqu'Apollon apparaît à Ménélas sous ses traits pour gourmander Hector qui, selon le dieu, court après les trophées au lieu de ne consacrer ses efforts qu'à la bataille uniquement. Au chant IX de l’Odyssée, Ulysse raconte qu'avec ses hommes il avait pris Ismara par surprise et tué la plupart des Cicones. D'autres Cicones surviennent et obligent Ulysse et ses hommes à partir précipitamment. Après une tempête, ils arrivent sur l'île des Lotophages. Afin de rendre Polyphème moins alerte, Ulysse lui donne une barrique d'un vin très fort et non coupé, le vin offert par le prêtre des Cicones.

## Après Homère
Dans les Argonautiques orphiques, Orphée est roi des Cicones : « Orphée fils chéri de Calliope et d'Oeagros, toi qui règnes dans la Bistonie sur les Cicones. » Les Cicones sont également mentionnés par Ovide et Virgile. Selon Héraclide du Pont, Ésope est Thrace de naissance.